# Noors voetbalelftal in 2008
Het Noors voetbalelftal speelde in totaal acht interlands in het jaar 2008, waaronder drie wedstrijden in de kwalificatiereeks voor de WK-eindronde 2010 in Zuid-Afrika. De ploeg won geen enkel duel in dit kalenderjaar en dat was voor het eerst sinds 1978. De slechte reeks in 2008 was voor de Noorse voetbalbond reden om bondscoach Åge Hareide op 8 december te ontslaan. Hij werd vervangen door oudgediende Egil Olsen. Dankzij vier gelijke spelen en vier nederlagen zakte Noorwegen in 2008 op de FIFA-wereldranglijst van de 29ste (januari 2008) naar de 59ste plaats (december 2008).

## Balans
| Wedstrijden | Wedstrijden | Wedstrijden | Wedstrijden | Doelpunten | Doelpunten | Doelpunten | Punten |
| Gespeeld    | Winst       | Gelijk      | Verlies     | Voor       | Tegen      | Saldo      | Punten |
| ----------- | ----------- | ----------- | ----------- | ---------- | ---------- | ---------- | ------ |
| 8           | 0           | 4           | 4           | 6          | 13         | –7         | 0.500  |

## Interlands
|                                                                 |                                                     |       |           |                                                                                   |
| 6 februari Vriendschappelijk № 729 «onderlinge duels» 20:15 uur | Wales                                               | 3 – 0 | Noorwegen | Racecourse Ground, Wrexham Toeschouwers: 7.000 Scheidsrechter: David McKeon (IRL) |
| 6 februari Vriendschappelijk № 729 «onderlinge duels» 20:15 uur | Carl Fletcher 15' Jason Koumas 62' Jason Koumas 89' |       |           | Racecourse Ground, Wrexham Toeschouwers: 7.000 Scheidsrechter: David McKeon (IRL) |

|                                                               |                                                            |       |                |                                                                                              |
| 26 maart Vriendschappelijk № 730 «onderlinge duels» 18:30 uur | Montenegro                                                 | 3 – 1 | Noorwegen      | Stadion Pod Goricom, Podgorica Toeschouwers: 10.500 Scheidsrechter: Aleksandar Stavrev (MKD) |
| 26 maart Vriendschappelijk № 730 «onderlinge duels» 18:30 uur | Igor Burzanović 7' Branko Bošković 37' Radomir Đalović 59' |       | 72' John Carew | Stadion Pod Goricom, Podgorica Toeschouwers: 10.500 Scheidsrechter: Aleksandar Stavrev (MKD) |

|                                                   |                                           |       |                                      |                                                                                    |
| 28 mei Vriendschappelijk № 731 «onderlinge duels» | Noorwegen                                 | 2 – 2 | Uruguay                              | Ullevaal Stadion, Oslo Toeschouwers: 12.246 Scheidsrechter: Anthony Buttimer (IRL) |
| 28 mei Vriendschappelijk № 731 «onderlinge duels» | Tarik Elyounoussi 50' John Arne Riise 85' |       | 43' Luis Suárez 69' Sebastián Eguren | Ullevaal Stadion, Oslo Toeschouwers: 12.246 Scheidsrechter: Anthony Buttimer (IRL) |

|                                                        |                      |       |                  |                                                                               |
| 20 augustus Vriendschappelijk № 732 «onderlinge duels» | Noorwegen            | 1 – 1 | Ierland          | Ullevaal Stadion, Oslo Toeschouwers: 16.037 Scheidsrechter: Mark Whitby (WAL) |
| 20 augustus Vriendschappelijk № 732 «onderlinge duels» | Tore Reginiussen 61' |       | 44' Robbie Keane | Ullevaal Stadion, Oslo Toeschouwers: 16.037 Scheidsrechter: Mark Whitby (WAL) |

|                                                                |                                                |       |                                          |                                                                              |
| 6 september WK-kwalificatie № 733 «onderlinge duels» 19:00 uur | Noorwegen                                      | 2 – 2 | IJsland                                  | Ullevaal Stadion, Oslo Toeschouwers: 17.254 Scheidsrechter: Alon Yefet (ISR) |
| 6 september WK-kwalificatie № 733 «onderlinge duels» 19:00 uur | Steffen Iversen 36' (pen.) Steffen Iversen 50' |       | 39' Heiðar Helguson 69' Eiður Guðjohnsen | Ullevaal Stadion, Oslo Toeschouwers: 17.254 Scheidsrechter: Alon Yefet (ISR) |

|                                                               |           |       |           |                                                                                  |
| 11 oktober WK-kwalificatie № 734 «onderlinge duels» 16:00 uur | Schotland | 0 – 0 | Noorwegen | Hampden Park, Glasgow Toeschouwers: 50.205 Scheidsrechter: Massimo Busacca (SUI) |
| 11 oktober WK-kwalificatie № 734 «onderlinge duels» 16:00 uur |           |       |           | Hampden Park, Glasgow Toeschouwers: 50.205 Scheidsrechter: Massimo Busacca (SUI) |

|                                                               |           |                     |           |                                                                                 |
| 15 oktober WK-kwalificatie № 735 «onderlinge duels» 19:00 uur | Noorwegen | 0 – 1               | Nederland | Ullevaal Stadion, Oslo Toeschouwers: 23.840 Scheidsrechter: Konrad Plautz (AUT) |
| 15 oktober WK-kwalificatie № 735 «onderlinge duels» 19:00 uur |           | 63' Mark van Bommel |           | Ullevaal Stadion, Oslo Toeschouwers: 23.840 Scheidsrechter: Konrad Plautz (AUT) |

|                                                        |                             |       |           |                                                                                       |
| 19 november Vriendschappelijk № 736 «onderlinge duels» | Oekraïne                    | 1 – 0 | Noorwegen | Dnipro Arena, Dnipropetrovsk Toeschouwers: 16.500 Scheidsrechter: Romāns Lajuks (LVA) |
| 19 november Vriendschappelijk № 736 «onderlinge duels» | Jevhen Seleznjov 26' (pen.) |       |           | Dnipro Arena, Dnipropetrovsk Toeschouwers: 16.500 Scheidsrechter: Romāns Lajuks (LVA) |

## FIFA-wereldranglijst
| JAN | FEB | MAR | APR | MEI | JUN | JUL | AUG | SEP | OKT | NOV | DEC |
| --- | --- | --- | --- | --- | --- | --- | --- | --- | --- | --- | --- |
| 29  | 28  | 27  | 28  | 29  | 27  | 31  | 29  | 34  | 39  | 54  | 59  |

## Statistieken
| Rune Jarstein         | 1984-09-29 | Rosenborg BK     | 3 | 1 | 0 | 5  | 0 |
| Jon Knudsen           | 1974-11-20 | Stabæk Fotball   | 3 | 0 | 0 | 3  | 0 |
| Håkon Opdal           | 1982-06-11 | Brann Bergen     | 2 | 0 | 0 | 12 | 0 |
| Verdediging           |            |                  |   |   |   |    |   |
| John Arne Riise       | 1980-09-24 | AS Roma          | 8 | 0 | 1 |    |   |
| Brede Hangeland       | 1981-06-20 | Fulham FC        | 8 | 0 | 0 |    |   |
| Tore Reginiussen      | 1986-04-10 | Tromsø IL        | 5 | 0 | 1 |    |   |
| Jon Inge Høiland      | 1977-09-20 | Stabæk Fotball   | 3 | 1 | 0 |    |   |
| Tom Høgli             | 1984-02-14 | Tromsø IL        | 3 | 0 | 0 | 3  | 0 |
| Jarl André Storbæk    | 1978-09-21 | Vålerenga IF     | 2 | 1 | 0 |    |   |
| Kjetil Wæhler         | 1976-03-16 | Aalborg BK       | 2 | 0 | 0 |    |   |
| Pa-Modou Kah          | 1980-07-30 | Roda JC Kerkrade | 1 | 0 | 0 |    |   |
| Vadim Demidov         | 1985-10-10 | Rosenborg BK     | 0 | 1 | 0 |    |   |
| Frode Kippe           | 1978-01-17 | Lillestrøm SK    | 0 | 1 | 0 |    |   |
| Morten Skjønsberg     | 1983-02-12 | Stabæk Fotball   | 0 | 1 | 0 | 1  | 0 |
| Middenveld            |            |                  |   |   |   |    |   |
| Morten Gamst Pedersen | 1981-09-08 | Blackburn Rovers | 5 | 2 | 0 |    |   |
| Martin Andresen       | 1977-02-02 | Vålerenga IF     | 5 | 0 | 0 |    |   |
| Christian Grindheim   | 1983-07-17 | sc Heerenveen    | 4 | 3 | 0 |    |   |
| Fredrik Strømstad     | 1982-01-20 | Le Mans UC       | 4 | 1 | 0 |    |   |
| Per Ciljan Skjelbred  | 1987-06-16 | Rosenborg BK     | 4 | 0 | 0 |    |   |
| Fredrik Winsnes       | 1975-12-28 | Strømsgodset IF  | 4 | 0 | 0 |    |   |
| Jan Gunnar Solli      | 1981-04-19 | Brann Bergen     | 2 | 1 | 0 |    |   |
| Daniel Fredheim-Holm  | 1985-07-30 | Vålerenga IF     | 2 | 0 | 0 |    |   |
| Daniel Braaten        | 1982-05-25 | Toulouse FC      | 1 | 1 | 0 |    |   |
| Bjørn Helge Riise     | 1983-06-21 | Lillestrøm SK    | 1 | 1 | 0 |    |   |
| Henning Hauger        | 1985-07-17 | Stabæk Fotball   | 1 | 0 | 0 | 3  | 0 |
| Kristofer Hæstad      | 1983-12-09 | Vålerenga IF     | 0 | 3 | 0 |    |   |
| Eirik Bakke           | 1977-09-13 | Brann Bergen     | 0 | 1 | 0 |    |   |
| John Anders Bjørkøy   | 1979-01-08 | Lillestrøm SK    | 0 | 1 | 0 |    |   |
| Aanval                |            |                  |   |   |   |    |   |
| John Carew            | 1979-09-05 | Aston Villa      | 6 | 0 | 1 |    |   |
| Steffen Iversen       | 1976-11-10 | Rosenborg BK     | 3 | 1 | 2 |    |   |
| Thorstein Helstad     | 1977-04-28 | Le Mans UC       | 2 | 1 | 0 |    |   |
| Mohammed Abdellaoue   | 1985-10-23 | Vålerenga IF     | 2 | 0 | 0 | 2  | 0 |
| Erik Nevland          | 1977-11-10 | Fulham           | 1 | 3 | 0 |    |   |
| Trond Olsen           | 1984-02-05 | FK Bodø/Glimt    | 1 | 0 | 0 | 1  | 0 |
| Tarik Elyounoussi     | 1988-02-23 | sc Heerenveen    | 0 | 3 | 1 |    |   |
| Erik Huseklepp        | 1984-09-05 | Brann Bergen     | 0 | 1 | 0 | 1  | 0 |
| Azar Karadaş          | 1981-08-09 | Brann Bergen     | 0 | 1 | 0 |    |   |